# قهرمانی کشتی جهان ۱۹۱۳
قهرمانی کشتی جهان ۱۹۱۳ هشتمین دوره از رقابت‌های قهرمانی جهان می‌باشد که از ۲۷ تا ۲۸ ژوئیه در وروتسواو، آلمان برگزار گردید.

## جدول مدال‌ها
| رتبه           | کشور           | طلا | نقره | برنز | مجموع |
| -------------- | -------------- | --- | ---- | ---- | ----- |
| ۱              | سوئد           | ۲   | ۲    | ۰    | ۴     |
| ۲              | آلمان          | ۱   | ۱    | ۳    | ۵     |
| ۳              | روسیه          | ۱   | ۰    | ۰    | ۱     |
| ۴              | اتریش          | ۰   | ۱    | ۰    | ۱     |
| ۵              | بوهم           | ۰   | ۰    | ۱    | ۱     |
| مجموع (۵ کشور) | مجموع (۵ کشور) | ۴   | ۴    | ۴    | ۱۲    |

## خلاصه مدال‌ها

### فرنگی مردان
| رویداد   | طلا                    | نقره                    | برنز                     |
| ۶۷٫۵ ک‌گ  | Ewald Hegewald · آلمان | Hugo Johansson · سوئد   | Hermann Schulz · آلمان   |
| ۷۵ ک‌گ    | Georg Baumann · روسیه  | Edvin Fältström · سوئد  | Heinrich Stiefel · آلمان |
| ۸۲٫۵ ک‌گ  | Ernst Nilsson · سوئد   | Johann Trestler · اتریش | František Kopřiva · بوهم |
| ۸۲٫۵+ ک‌گ | Anders Ahlgren · سوئد  | Jakob Neser · آلمان     | Karl Hertel · آلمان      |